# Hermes Trismegistus

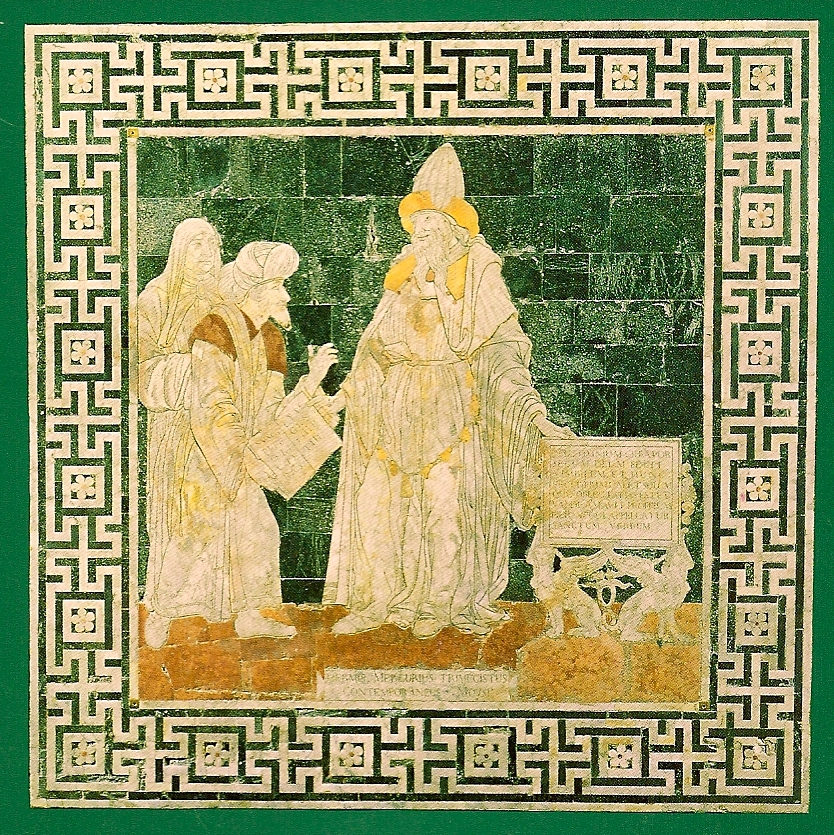
Hermes geeft met zijn rechterhand een boek aan de licht nijgende Mozes, terwijl zijn linkerhand rust op een bord waarop van het goddelijke woord sprake is. Onder Hermes staat: "Hermis Mercurius Trismegistus contemporaneus Moysi". Hermes Trismegistus werd door sommige christelijke theologen gezien als iemand die al enige kennis over God bezat voor de definitieve openbaring in Christus.

Hermes Trismegistus is een mythische figuur, wiens naam "Hermes de driemaal (of driewerf) grootste" betekent (grootste filosoof, priester en koning); afgeleid van Ἑρμῆς Τρισμέγιστος (Hermes Trismegistos), de Griekse naam van de Egyptische god van de wijsheid en het schrift, Thoth. Hij werd gezien als een oeroude profeet die geheime kennis openbaarde aan de mens, en is de centrale figuur in het hermetisme. Aan hem werden in de oudheid allerlei hermetica toegeschreven. Praktische teksten over alchemie, magie en astrologie, maar ook mystieke teksten die moesten leiden tot het verkrijgen van gnosis, zoals het Corpus Hermeticum en de Asclepius. 
Ook in de middeleeuwen verschenen in Arabische en Europese landen occulte teksten onder de naam Hermes Trismegistus, zoals de Picatrix, Turba philosophorum en de Smaragden tafel. Daarmee werd hij een belangrijk figuur in de wederopleving van esoterie in de vroegmoderne tijd. Men nam toen aan dat hij een tijdgenoot was van Mozes en een belangrijke bron van kennis vormde voor profeten en filosofen zoals Zoroaster, Orpheus en Plato (prisca theologia).
Trismegistus is het meest bekend van zijn axioma uit de Smaragden Tafel: "Zo(als) boven, zo (ook) beneden", verwijzend naar de gelijkstelling van hemel en aarde, van de microkosmos en de macrokosmos. Dit hermetisch axioma is een principe dat ook wordt aangehangen in de theosofie, de antroposofie en in de new age-beweging.